# Argulus carteri
Argulus carteri is een visluizensoort uit de familie van de Argulidae. De wetenschappelijke naam van de soort is voor het eerst geldig gepubliceerd in 1931 door Cunnington.